# 1980 no Brasil
Esta é uma cronologia dos fatos acontecimentos de ano 1980 no Brasil.

## Incumbente
- Presidente do Brasil -  João Figueiredo (15 de março de 1979 - 15 de março de 1985)
- Vice-presidente do Brasil - Aureliano Chaves (15 de março de 1979 - 15 de março de 1985)

## Eventos
- 12 de abril: Um Boeing 727 da Transbrasil cai em Florianópolis, no estado de Santa Catarina, causando a morte de 54 pessoas.[1]
- 30 de junho: Papa João Paulo II chega ao Brasil pela primeira vez com sua visita de doze dias.[2]
- 12 de julho: Papa João Paulo II termina sua visita ao Brasil.[3]
- 18 de julho Fim das transmissões da Rede Tupi, que teve partes de suas concessões cassadas pelo Governo Federal devido à problemas financeiros e administrativos.
- 11 de agosto: Iniciada a construção do Aeroporto Internacional de São Paulo-Guarulhos.
- 13 de novembro: O Congresso Nacional do Brasil aprova por unanimidade a emenda constitucional que restabelece as eleições diretas para os governadores dos Estados e do Distrito Federal.[4]

## Nascimentos
- 5 de janeiro: Paulo César Rocha Rosa, futebolista.
- 10 de janeiro: Fabinho, futebolista.
- 11 de janeiro: Geovanni, ex-futebolista.
- 14 de janeiro: Thiago Martinelli, futebolista.
- 18 de janeiro: Liah, cantora.
- 20 de maio: Cauã Reymond, ator.
- 2 de junho: Caio Blat, ator.
- 3 de julho: Carla Zambelli, política.
- 10 de julho: Cláudia Leitte, cantora.
- 20 de julho: Dado Dolabella, ator.
- 20 de julho: Gisele Bündchen, supermodelo.
- 2 de setembro: Kelly Guidotti, bonequeira e dubladora.
- 24 de setembro: Juliano Cazarré, ator.
- 31 de dezembro: Rosanne Mulholland, atriz.

## Mortes
- 6 de janeiro: Petrônio Portella, político (n. 1925).
- 9 de julho: Vinícius de Moraes, poeta, cantor e compositor (n. 1913).
- 21 de dezembro: Nelson Rodrigues, dramaturgo, escritor e jornalista (n. 1912).
- 29 de julho: Paulo Sérgio, cantor, compositor e ator brasileiro (n. 1944)